# M72-granaat
De FRAG GREN M72 (M72 HE) is een handgranaat met gecontroleerde fragmentatie (verscherving) die zowel offensief als defensief gebruikt kan worden. Ze werd ontwikkeld door het Belgische bedrijf PRB, bij het sluiten van deze firma nam MECAR de productie voor haar rekening. De granaat weegt in zijn totaliteit 230 gram. Het gewicht van de explosieve lading bedraagt 60 gram en het gewicht van de fragmentatiemof 90 gram. De gemiddelde dracht (het bereik) van de granaatscherven bedraagt zo'n 30 à 35 meter met een dodelijk bereik van ruim 20 meter.

## Gebruik
De FRAG GREN M72 wordt gebruikt bij:
- Uitzuiveren van bunkers, huizen en/of loopgraven.
- Uitschakelen van reguliere en pantservoertuigen.
- Het nabije gevecht in b.v. agglomeraties, straten, struikgewas en bossen.

Landen waar de FRAG GREN M72 in gebruik is:
- België

## Werking
Bij het verwijderen van de veiligheidspin dient men de ontstekingshefboom op zijn plaats te houden door de hefboom te klemmen tussen de granaat en de handpalm van de werphand. De ontstekingshefboom voorkomt dat de slagpin op het slaghoedje inslaat. Wanneer men de granaat wegwerpt zorgt een interne veer ervoor dat de ontstekingshefboom wegspringt en daardoor de slagpin inslaat op het slaghoedje. 
Na een vertragingstijd van 4 seconden zal de kleine springlading in de knalkoker ontploffen. Deze 'kleine ontploffing' zorgt ervoor dat de hoofdspringlading van 60 gram tot ontploffing wordt gebracht. Op zijn beurt zorgt de hoofdlading dan weer dat de fragmentatiemof (de metalen buitenzijde van de granaat) versplintert in 875 kleine scherven van zo'n 0,103 gram per stuk. 
Aan de boven en onderzijde van de granaat bevinden zich de zogenaamde 'dode hoeken' van een granaat. Daar bevinden zich immers geen scherven aangezien de fragmentatiemof enkel rondom de granaat aanwezig is. Om het gebrek aan scherven aan boven en onderzijde te compenseren werden boven en onder in totaal 52 metalen kogeltjes aangebracht.